# Dennis van Rita
Dennis van Rita is een Vlaamse dramafilm uit 2006 van Hilde Van Mieghem met in de hoofdrollen Matthias Schoenaerts en Els Dottermans. Andere rollen worden vertolkt door onder anderen Veerle Baetens, Damiaan De Schrijver en Tom Van Dyck.

## Verhaal
Rita is dolblij wanneer haar zwakbegaafde zoon Dennis - die geobsedeerd is door treinen en de rijtijden - weer naar huis komt nadat hij in de gevangenis heeft gezeten voor de aanranding van een minderjarig meisje. Al snel beginnen de buren te protesteren en voornamelijk Barbara.
Nadat Dennis masturbeert in de nabijgelegen speeltuin - weliswaar met zijn broek aan - beslissen Rita en zijn vader André om hem binnen te houden. Wanneer Rita op een dag op haar werk zit, valt André thuis in slaap. Daardoor geraakt Dennis buiten om naar de treinen te zien en keert niet terug. 's Avonds belt de politie aan: er werd een vrouw verkracht en zij heeft Dennis herkend als de dader. Dennis wordt gevonden in het station van Berchem.
Dennis wordt ondervraagd door een gerechtspsychiater die van mening is dat er geen geschikte psychiatrische instelling is waar hij kan worden behandeld. Daardoor wordt hij tijdens zijn voorarrest naar de gevangenis gestuurd. Daar wordt hij regelmatig gepest en geslagen. De cipiers ondernemen geen actie en kijken geamuseerd toe. Deze pesterijen leiden tot een mislukte zelfmoordpoging.
Rita neemt contact op met Thomas, een advocaat. Toevallig is hij de nieuwe vriend van Barbara. Uit medisch onderzoek is gebleken dat Dennis effectief de vrouw heeft verkracht. Thomas is van mening dat Dennis niet thuishoort in de gevangenis, maar wel in een gesloten psychiatrische instelling. Hij moet dat aan de rechter duidelijk zien te maken. Barbara haar mening verandert na een woordenwisseling met Thomas. Zij hoopte dat Rita en haar familie zouden verhuizen of dat Dennis levenslang zou worden opgesloten, maar realiseerde zich niet dat de jongen wel degelijk psychiatrische hulp nodig heeft.
Er wordt een petitie opgezet om de overheid te overtuigen en Rita en Barbara zijn te gast in het programma "Recht van antwoord". Enkele dagen later ontvangt Rita een brief van een psychiatrische instelling dewelke Dennis wil opnemen, wat ook gebeurt. Daar vertelt Dennis dat de vrouw hem naar een verlaten plaats bracht omdat ze beweerde alles te kennen van treinen en rijtijden. Omdat ze zei dat ze het koud had, gaf hij haar zijn trui. Daarop streelde de dame meermaals over zijn buik en keek ze hem heel lief aan. Hij zei dat ze dat niet mocht doen omdat het verboden is. Omdat ze niet ophield, gaf hij haar een duw. Ze stootte haar hoofd aan een pilaar en viel bewusteloos neer. Dennis dacht dat ze dood was en trok de trui terug uit. Daarbij raakte hij haar warme buik aan wat vervolgens leidde tot de verkrachting.
De rechtszaak en het verdict worden niet kenbaar gemaakt.

## Rolverdeling
| Acteur                | Personage                                  |
| --------------------- | ------------------------------------------ |
| Matthias Schoenaerts  | Dennis                                     |
| Els Dottermans        | Rita                                       |
| Veerle Baetens        | Barbara                                    |
| Damiaan De Schrijver  | Andre                                      |
| Tom Van Dyck          | Thomas                                     |
| Maaike Neuville       | Delphine                                   |
| June Voeten           | Jasmijn                                    |
| Reinhilde Decleir     | Arlette                                    |
| Greta Van Langendonck | Rita's moeder                              |
| Ronnie Commissaris    | directeur forensisch centrum               |
| Hans De Munter        | neuroloog                                  |
| Michel Bauwens        | hoofdinspecteur                            |
| Guido De Craene       | vertegenwoordiger Justitie                 |
| Goedele Liekens       | zichzelf, presentatrice Recht van antwoord |
| Francine De Bolle     | buurvrouw Lydia                            |